# Pterostylis anatona
Pterostylis anatona är en orkidéart som beskrevs av David Lloyd Jones. Pterostylis anatona ingår i släktet Pterostylis och familjen orkidéer.
Artens utbredningsområde är Queensland. Inga underarter finns listade i Catalogue of Life.